# Willem Breuker
Willem Breuker (Ámsterdam, 4 de noviembre de 1944 - íd., 23 de julio de 2010) fue un músico neerlandés de jazz, saxofonista soprano, alto y tenor, clarinetista, armonicista, compositor, arreglista y director de big band; también tocaba el saxo barítono. 

## Historial
En 1967, junto al percusionista Han Bennink y al pianista Misha Mengelberg, fundó el Instant Composers Pool, que actuó regularmente hasta 1973.
Fue miembro de la Globe Unity Orchestra y del conjunto de Gunter Hampel.
Desde 1974, dirigió el Colectivo Willem Breuker, que interpreta jazz en una forma teatral y no convencional, incluyendo elementos del teatro y el vodevil, y en el que colaboró con el pianista Leo Cuypers. Con el grupo ha dado giras por Europa occidental, Rusia, Australia, India, China y Japón, Estados Unidos y Canadá. 
También fue conocido como una autoridad sobre la música de Kurt Weill. En 1997 produjo junto a Carrie de Swaan, un festival de 48 horas, 12 de las cuales por radio en vivo, sobre la vida de Weill, titulado Componist Kurt Weill.
En 1974 creó el sello BVHaast, junto con Cuypers, y desde 1977 ha organizado el festival Klap op de Vuurpijl en Ámsterdam. Sus partituras son publicadas por Haast Music Publishers que él mismo dirige. 
En 1992 se publicó en Francia el libro Willem Breuker de J. y F.Buzelin (Ed. de Limon), con una traduccióm al holandés en 1994 por Uitgeverij Walburg Pers. En 1999 se publicó Willem Breuker Kollektief: Celebrating 25 Years on the Road por BVHaast, que incluye dos CDS.
En 1998 Breuker fue nombrado caballero de la orden del León neerlandesa.